# Tadeusz Hieronim Wysocki

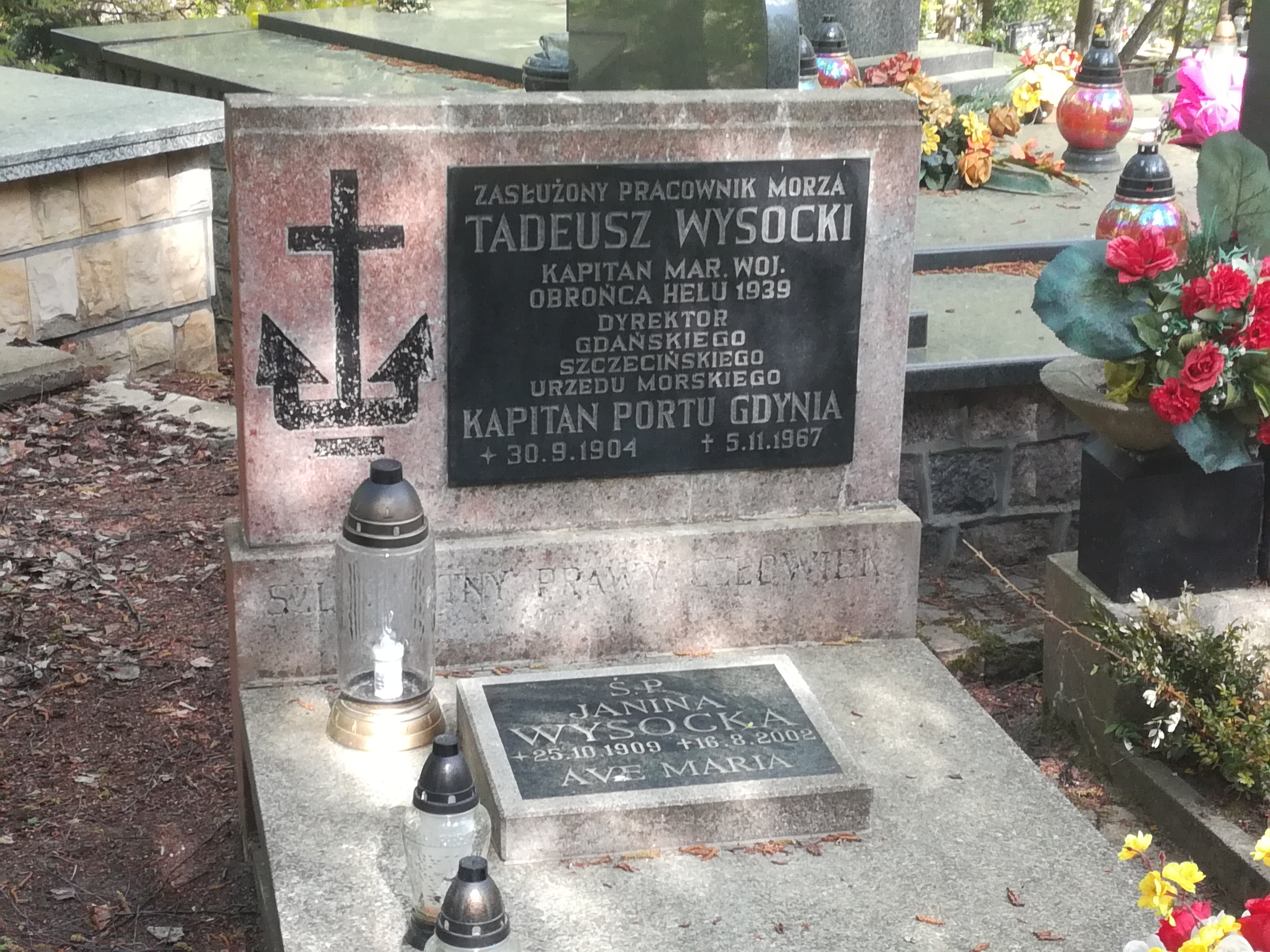
Grób Tadeusza Hieronima Wysockiego na cmentarzu Witomińskim

Tadeusz Hieronim Wysocki (ur. 3 września 1904 w Sędziszowie Małopolskim, zm. 5 listopada 1967 w Gryfowie Śląskim) – polski oficer Marynarki Wojennej, szef pilotów portu w Szczecinie, kapitan portu w Gdyni

## Życiorys
W 1920 r. wziął udział jako ochotnik w wojnie polsko-bolszewickiej. W 1923 r. zdał maturę w Korpus Kadetów Nr 1 we Lwowie. W 1925 r. ukończył Oficerską Szkołę Marynarki Wojennej w Toruniu w stopniu podporucznika marynarki. W kolejnych latach służył jako oficer wachtowy na transportowcu ORP Wilia, torpedowcu ORP Podhalanin i monitorze Flotylli Pińskiej ORP Wilno. W 1930 r. został zastępcą dowódcy ORP Podhalanin. W latach 1931–1935 był szefem Sekcji Wyszkolenia w Dowództwie Floty. Od 1935 r. do lutego 1936 r. dowodził kanonierką ORP Generał Haller, od 1 lutego 1936 do października 1937 r. trałowcem ORP Rybitwa, zaś w maju 1939 r. - trałowcem ORP Czajka. W sierpniu 1939 r. został oficerem operacyjnym Dowództwa Floty. Brał udział w obronie Helu w 1939 r., po czym trafił do niewoli niemieckiej. Po powrocie do Polski pracował w Spółdzielni „Bałtyk” w Sopocie. Następnie został szefem pilotów portu w Szczecinie. W latach 1947–1950 sprawował funkcję dyrektora Wydziału Żeglugi i Wybrzeża Szczecińskiego Urzędu Morskiego. Po zwolnieniu z tego stanowiska był kierownikiem Oddziału Samochodowo-Technicznego Morskiego Ośrodka Zdrowia w Gdyni oraz Sekcji Samochodowo-Technicznej Wojewódzkiej Stacji Sanitarno-Epidemiologicznej. W latach 1954–1959 pracował w Inspektoracie Budownictwa Morskiego i Stacji Morskiej Zakładu Geofizyki PAN. Od 1 marca 1959 r. był zastępcą kapitana portu w Gdyni, od 1962 do 1967 r. - kapitanem portu. Wykładał w Ośrodku Szkolenia Zawodowego Ministerstwa Żeglugi oraz na kursach dla lekarzy okrętowych organizowanych przez Instytut Medycyny Morskiej i Tropikalnej. Pochowany na cmentarzu Witomińskim w Gdyni w starej alei zasłużonych (kwatera 77-17-4)